# بازیگر (فیلم ۲۰۲۵)
هنرپیشه یا بازیگر (انگلیسی: The Actor) یک فیلم معمایی، جنایی و درام آمریکایی محصول سال ۲۰۲۵ به کارگردانی دوک جانسون بر اساس فیلمنامه‌ای که وی با همکاری استیون کوونی بر اساس رمان خاطره نوشته دانلد ای وستلیک در سال ۲۰۱۰ نوشته است. این فیلم نخستین کارگردانی انفرادی جانسون و نخستین فیلم لایو اکشن او به‌شمار می‌رود، داستان فیلم روایتگر یک بازیگر نیویورکی مبتلا به فراموشی در دهه ۱۹۵۰ در اوهایو را دنبال می‌کند که در یک شهر کوچک مرموز سرگردان می‌شود و تلاش می‌کند تا به خانه بازگردد و زندگی و هویت خود را بازیابد. اندره هلند و جما چان در نقش‌های اصلی این فیلم بازی می‌کنند. بازیگران مکمل عبارتند از می قلماوی، آسیم چودری، جو کول، فابین فرانکل، آلون فوئره، ادوارد هاگ، توبی جونز، یوسف کرکور، سایمن مک‌برنی، تانیا رینولدز، تریسی آلمن و اسکات الکساندر یانگ.
این فیلم توسط کمپانی نئون در ۱۴ مارس ۲۰۲۵ در سینماها به‌نمایش درآمد. در اولین آخر هفته اکرانش از ۲۳ سالن سینما ۲۰٫۹۴۱ دلار به دست آورد.

## ساخت
در ابتدا قرار بود فیلمبرداری در ۶ سپتامبر ۲۰۲۱ در لس آنجلس آغاز شود، اما به اواسط ژانویه ۲۰۲۲ به تعویق افتاد.
فیلمبرداری در بوداپست، مجارستان در نوامبر ۲۰۲۲ آغاز شد، و در آوریل ۲۰۲۳ به پایان رسید.

## بازخوردها
- در وب‌سایت جمع‌آوری نقد راتن تومیتوز، ۷۷ درصد محبوبیت دارد و بر اساس رای ۲۲ نقد منتقد، با میانگین امتیاز ۶٫۸ از ۱۰ مثبت است.
- در متاکریتیک، که از میانگین وزنی استفاده می‌کند، بر اساس رای ۱۳ منتقد، امتیاز ۶۲ از ۱۰۰ را به فیلم اختصاص داد که نشان دهنده نقدهای «عموماً مطلوب» است.